# Aeolidia
Aeolidia Cuvier, 1798 è un genere di molluschi nudibranchi della famiglia Aeolidiidae.

## Tassonomia
Comprende le seguenti specie:
- Aeolidia campbellii (Cunningham, 1871)
- Aeolidia collaris Odhner, 1922
- Aeolidia filomenae Kienberger, Carmona, Pola, Padula, Gosliner & Cervera, 2016
- Aeolidia libitinaria Valdés, Lundsten & N. G. Wilson, 2018
- Aeolidia loui Kienberger, Carmona, Pola, Padula, Gosliner & Cervera, 2016
- Aeolidia papillosa (Linnaeus, 1761) - specie tipo